# 米爾迪塔區
米爾迪塔區是阿爾巴尼亞的36个旧区之一，这些区份在2000年7月全部撤销，并由新成立的12个州份取代。该区面积为867平方公里，人口数量为37,055人（2001年）。该区位于阿尔巴尼亚西北部，区府为勒申镇。该区的范围为现今的列澤州米爾迪塔市镇。